# (2800) Ovide
(2800) Ovide, désignation internationale (2800) Ovidius, est un astéroïde de la ceinture principale.

## Description
(2800) Ovide est un astéroïde de la ceinture principale. Il fut découvert par Cornelis Johannes van Houten, Ingrid van Houten-Groeneveld et Tom Gehrels le 24 septembre 1960 à l'observatoire Palomar. Il présente une orbite caractérisée par un demi-grand axe de 3,144 UA, une excentricité de 0,15 et une inclinaison de 3,084° par rapport à l'écliptique.
Il fut nommé en hommage au poète latin de l'antiquité Ovide.

## Compléments